# Nachingwea
Nachingwea ist die Hauptstadt des gleichnamigen Distriktes in der Region Lindi in Tansania. Bei der Volkszählung 2012 hatte die Stadt 25.220 Einwohner.

## Geografie

### Lage
Nachingwea liegt im Süden von Tansania, rund 140 Kilometer westlich der Regionshauptstadt Lindi in einer Meereshöhe von 420 Metern. Von Südosten bis Norden ist die Stadt von über 600 Meter hohen Bergen umgeben.

### Klima
Das Klima in Nachingwea ist tropisch. Die Niederschläge fallen großteils in den Monaten von Dezember bis April, die Wintermonate Juni bis September sind sehr trocken. Insgesamt regnet es durchschnittlich rund 800 Millimeter im Jahr. Die Durchschnittstemperatur schwankt von 22,7 Grad Celsius im Juli bis 26,5 Grad im November.
|                        | Jan  | Feb  | Mär  | Apr  | Mai  | Jun  | Jul  | Aug  | Sep  | Okt  | Nov  | Dez  |   |      |
| Mittl. Temperatur (°C) | 25,7 | 25,3 | 24,6 | 24,1 | 24   | 23,1 | 22,7 | 23,5 | 24,6 | 25,7 | 26,5 | 26   | ⌀ | 24,6 |
| Mittl. Tagesmax. (°C)  | 30,6 | 29,9 | 29   | 28,4 | 29   | 28,4 | 28,1 | 29,5 | 31,1 | 32,3 | 32,7 | 31,4 | ⌀ | 30   |
| Mittl. Tagesmin. (°C)  | 22,4 | 22,1 | 21,6 | 20,7 | 19,4 | 18   | 17,4 | 17,9 | 19   | 20,3 | 21,7 | 22,3 | ⌀ | 20,2 |
|                        |      |      |      |      |      |      |      |      |      |      |      |      |   |      |
| Niederschlag (mm)      | 134  | 136  | 189  | 115  | 21   | 4    | 3    | 3    | 5    | 16   | 48   | 118  | Σ | 792  |

| 22,4 |

| 22,1 |

| 21,6 |

| 20,7 |

| 19,4 |

| 18 |

| 17,4 |

| 17,9 |

| 19 |

| 20,3 |

| 21,7 |

| 22,3 |

| 22,4 |

| 22,1 |

| 21,6 |

| 20,7 |

| 19,4 |

| 18 |

| 17,4 |

| 17,9 |

| 19 |

| 20,3 |

| 21,7 |

| 22,3 |

## Geschichte
Der Name Nachingwea stammt von einem Baum mit dem Namen Nngwea. Die Gründung der Stadt geht auf den britischen Siedler John Morram zurück, der 1947 in diese Gegend kam und Erdnüsse anbaute. Dies war ein Teil des Tanganyika-Groundnut-Scheme-Programms der britischen Regierung. Insgesamt entstanden 17 Farmen. Es wurde eine Eisenbahnlinie vom Hafen Mtwara nach Nachingwea errichtet, um landwirtschaftliche Betriebsmittel nach Nachingwea und die Ernte zum Hafen zu transportieren. Schon 1951 stoppte die Regierung das Programm wegen Unrentabilität. Der Erdnussanbau wurde aufgegeben, die Eisenbahnlinie stillgelegt und 1962 abgebaut.

## Infrastruktur
- Straße: Von Nachingwea führen Distriktstraßen in alle Himmelsrichtungen. Die wichtigsten sind die zwei Anbindungen zur Nationalstraße T6 im Süden.[4][5]
- Flughafen: Am Stadtrand befindet sich in der Höhe von 427 Meter ein lokaler Flughafen. Er hat eine Landebahn der Länge 1793 Meter und trägt den IATA-Code NCH.[6]
- Schule: Das 1976 gegründete Nachingwea Teachers College bildet 800 Lehrer für Grundschulen aus (Stand 2011).[7]

## Fossilienfundstätte
Die Fossilienfundstätte Tendaguru befindet sich etwa 50 Kilometer nordöstlich von Nachingwea.

## Persönlichkeiten
- Filipe Nyusi (* 1959), Präsident von Mosambik, besuchte in Nachingwea eine Kaderschule der Frente de Libertação de Moçambique (FRELIMO).